# The Lord of the Rings: The Rings of Power
The Lord of the Rings: The Rings of Power là một bộ phim truyền hình kỳ ảo dựa trên tác phẩm Chúa tể của những chiếc nhẫn và phần mở rộng bởi tác giả J. R. R. Tolkien. Được phát triển bởi Nhà sản xuất phim truyền hìnhs J. D. Payne và Patrick McKay cho dịch vụ xem phim trực tuyến Prime Video, bộ phim bắt đầu vào Kỷ thứ hai của Trung địa, hàng ngàn năm trước khi xảy ra sự kiện Anh chàng Hobbit và Chúa tể của những chiếc nhẫn. Bộ phim được sản xuất bởi Amazon Studios với sự hợp tác của HarperCollins và New Line Cinema, với sự thảo luận và đóng góp của Tolkien Estate.
Amazon đã mua bản quyền truyền hình của Chúa tể những chiếc nhẫn với 250 triệu đô la Mỹ vào tháng 11 năm 2017, cam kết sản xuất 5 mùa trị giá ít nhất 1 tỷ đô la Mỹ . Điều này khiến nó trở thành bộ phim truyền hình đắt nhất từng được sản xuất. Payne và McKay được thuê vào tháng 7 năm 2018. Bộ phim chủ yếu dựa trên phần mở rộng của Chúa tể những chiếc nhẫn, bao gồm sự kiện về Kỷ thứ hai, và cháu trai của Tolkien là Simon Tolkien đã tham khảo ý kiến về sự phát triển của bộ phim. Theo yêu cầu thỏa thuận của Amazon với Tolkien Estate, nó không phải là phần tiếp theo của bộ ba phim Chúa tể của những chiếc nhẫn và Anh chàng Hobbit . Mặc dù vậy, việc sản xuất nhằm mục đích gợi lên những bộ phim sử dụng thiết kế sản xuất tương tự, với phiên bản trẻ hơn của các nhân vật trong phim và các bản nhạc chính được thực hiện bởi Howard Shore, người đã sáng tác nhạc cho cả ba bộ phim. Bear McCreary đã soạn nhạc cho bộ phim. Một dàn diễn viên quốc tế lớn đã được thuê và việc quay phim cho mùa đầu tiên dài 8 tập diễn ra ở New Zealand, nơi các bộ phim được sản xuất, từ tháng 2 năm 2020 đến tháng 8 năm 2021. Trong thời gian đó, sản xuất đã bị gián đoạn vài tháng do đại dịch COVID-19. Amazon đã chuyển quá trình sản xuất cho các phần trong tương lai sang Vương quốc Anh, nơi quay phần thứ hai dự kiến sẽ bắt đầu vào tháng 10 năm 2022.
Chúa tể của những chiếc nhẫn: Những chiếc nhẫn quyền năng được công chiếu vào ngày 1 tháng 9 năm 2022, với hai tập đầu tiên, Amazon cho biết có nhiều người xem nhất cho buổi ra mắt Prime Video. Phần còn lại của mùa đầu tiên dài tám tập sẽ chạy cho đến ngày 14 tháng 10. Nó đã nhận được đánh giá tích cực từ các nhà phê bình, đặc biệt khen ngợi về cốt truyện, kỹ xảo điện ảnh, hình ảnh và âm nhạc, nhưng có một số lời chỉ trích về bộ phim.

## Bối cảnh
Lấy bối cảnh hàng nghìn năm trước các sự kiện của Người Hobbit và Chúa tể của những chiếc nhẫn, bộ phim dựa trên lịch sử Trung Địa của tác giả J. R. R Tolkien . Nó bắt đầu trong một thời kỳ hòa bình tương đối và bao gồm tất cả các sự kiện lớn của Kỷ thứ hai của Trung Địa: quá trình rèn chiếc Nhẫn Quyền năng, sự trỗi dậy của Chúa tể Hắc ám Sauron, sự sụp đổ của quốc đảo Númenor và liên minh cuối cùng giữa Tộc tiên và  Loài người.  Những sự kiện này diễn ra hàng nghìn năm trong những câu chuyện gốc của Tolkien nhưng được nhắc lại cho cả bộ truyện.

## Diễn Viên
Tộc Elf
- Morfydd Clark trong vai Galadriel : một chiến binh Elf tin rằng cái ác đang quay trở lại Trung địa.
- Amelie Child-Villiers trong vai Galadriel thời trẻ.
- Will Fletcher trong vai Finrod: anh trai của Galadriel, bị Sauron giết và để lại dấu ấn của mình
- Robert Aramayo vai Elrond : một kiến trúc sư và chính trị gia lai Elven.
- Benjamin Walker trong vai Gil-galad : Vua tối cao của tộc tiên, người cai trị vương quốc Lindon . Nhân vật này được đề cập đến trong The Lord of the Rings của Tolkien trong một bài thơ có tên "Sự sụp đổ của Gil-galad", và Walker cho biết bộ truyện sẽ mở rộng về điều đó.
- Charles Edwards trong vai Celebrimbor : thợ rèn Elven, người đã rèn ra những chiếc Nhẫn Quyền năng, ông là một "nghệ nhân tài ba" nổi tiếng khắp Trung Địa, là bạn với Người lùn của Khazad-dûm.
- Ismael Cruz Córdova trong vai Arondir: một Silvan Elf với tình yêu bị cấm đoán dành cho Bronwyn, tương tự như những câu chuyện tình yêu của Tolkien về Beren và Lúthien và Aragorn và Arwen.
- Augustus Prew đóng vai Médhor: là 1 Sivan Elf và là đồng đội của Arondir cùng đến làng Tirharad tuần tra
- Simon Merrells đóng vai Revion: là người canh gác của Sivan Elf đóng quân ở Vùng đất phía Nam
- Fabian McCallum trong vai Thondir: chiến binh Elf, đồng đội của Galadriel cùng đến vùng đất hoang phía Bắc. Người luôn khuyên Galadriel nên quay trở lại thủ đô Lindon.
- Kip Chapman trong vai Rían: 1 chiến binh Elf, đồng đội của Galadriel đến Vùng đất hoang phía Bắc, người đầu tiên phát hiện ra con Troll tuyết trong pháo đài bỏ hoang

Người Númenór
- Ken Blackburn trong vai Tar-Palantir: vua của Númenor, cha của Míriel.
- Cynthia Addai-Robinson trong vai Míriel: nữ hoàng nhiếp chính của Númenor, một quốc đảo do con người cai trị là hậu duệ của Elros, anh trai cùng cha khác mẹ của Elrond
- Trystan Gravelle trong vai Pharazôn : một cố vấn người Númenórean cho nữ hoàng nhiếp chính Míriel
- Lloyd Owen trong vai Elendil : một thủy thủ người Númenórean và là cha của Isildur, người cuối cùng sẽ là người lãnh đạo trong liên minh cuối cùng giữa tộc tiên và con người
- Maxim Baldry trong vai Isildur : một thủy thủ người Númenórean, người cuối cùng sẽ trở thành một chiến binh và vua của con người.
- Ema Horvath vai Eärien: Em gái của Isildur.
- Leon Wadham trong vai Kemen: con trai của Pharazôn.
- Anthony Crum trong vai Ontamo: một thủy thủ người Númenor, bạn của Isildur
- Alex Tarrant trong vai Valandir: một thủy thủ người Númenor, bạn của Isildur
- Jason Hood trong vai Tamar: một cư dân của Númenor, người bị Halbrand cướp mất huy hiệu và rồi xảy ra 1 trận đánh nhau.

Tộc Harfoot
- Lenny Henry vai Sadoc Burrows: một trưởng lão Harfoot thông thái, lúc nào cũng ôm quyển sách.
- Sara Zwangobani trong vai Marigold Brandyfoot: người Harfoot, mẹ của Nori.
- Dylan Smith trong vai Largo Brandyfoot: người Harfoot và chồng của Marigold, cha của Nori.
- Markella Kavenagh trong vai Elanor "Nori" Brandyfoot: một Harfoot với "khao khát phiêu lưu", là con gái của Marigold và Largo.
- Thusitha Jayasundera trong vai Malva: người Harfoot.
- Maxine Cunliffe trong vai Vilma: người Harfoot.
- Beau Cassidy trong vai Dilly Brandyfoot: người Harfoot, cùng Nori đi hái dâu, người phát hiện dấu chân chó sói.
- Megan Richards trong vai Poppy Proudfellow: một Harfoot tò mò, người cuối cùng vượt qua hàng rào và ngã úp mặt vào vũng bùn.

Người làng Tirharad
- Nazanin Boniadi trong vai Bronwyn: một người mẹ và sở hữu một hiệu thuốc bào chế ở Southlands
- Tyroe Muhafidin trong vai Theo: Con trai của Bronwyn
- Geoff Morrell đóng vai Waldreg: chủ quán rượu ở làng Tirharad
- Peter Tait đóng vai Tredwill: người dân ở làng Tirharad, ông mang con bò bị bệnh của mình đến chỗ Bronwyn
- Ian Blackburn đóng vai Rowan: anh đối đầu vs Elf Arondir trong quán rượu của làng và anh cũng là bạn của Theo

Người lùn
- Owain Arthur trong vai Durin IV: hoàng tử của thành phố Người lùn Khazad-dûm.
- Sophia Nomvete trong vai Disa: Vợ của Durin IV và là công chúa của thành phố Người lùn Khazad-dûm. Disa và những người Lùn nữ khác đều có râu, nhưng họ không có bộ râu lớn như những Người lùn nam trong truyện.
- Peter Mullan trong vai Vua Durin III, cha của Durin IV, cũng là vua của thành phố Người lùn Khazad-dûm

Nhân vật khác
- Daniel Weyman trong vai người lạ từ trên trời rơi xuống trong một thiên thạch rực lửa
- Charlie Vickers trong vai Halbrand
- Joseph Mawle trong vai Adar: thủ lĩnh của lũ Orc bắt con người đào đường hầm của chúng.
- Jed Brophy trong vai Vrath: một trong những Orc của Adar
- Edward Clendon trong vai Lurka và Grugzûk: những con Orc dưới quyền Adar.
- Luke Hawker trong vai Magrot: một trong những Orc của Adar, người đã mang bình nước cho Arondir và cuối cùng là giết Médhor.
- Phil Grieve trong vai Bazur: một trong những Orc của Adar
- Berynn Schwerdt trong vai Eamon: người đàn ông trên chiếc bè chạy trốn khỏi bọn Orc ở phía Nam, ông là người ngăn cản Galadriel lên bè. Sau đó chết bởi con quái vật biển
- Virginie Laverdure trong vai Abigail: người phụ nữ trên chiếc bè chạy trốn khỏi bọn Orc ở phía Nam, cô là người muốn Galadriel lên bè. Sau đó chết bởi con quái vật biển
- Jane Montgomery Griffiths trong vai Astrid: người phụ nữ trên chiếc bè chạy trốn khỏi bọn Orc ở phía Nam. Cô là người đầu tiên phát hiện ra con quái vật biển trở lại. Sau đó chết bởi chính nó.

## Các tập
| TT. | Tiêu đề                | Đạo diễn             | Biên kịch                                                     | Ngày phát sóng gốc   |
| --- | ---------------------- | -------------------- | ------------------------------------------------------------- | -------------------- |
| 1 | "A Shadow of the Past" | J. A. Bayona         | J. D. Payne & Patrick McKay                                   | 1 tháng 9 năm 2022   |
| Sau khi Chúa tể bóng tối Morgoth bị đánh bại, tên thuộc hạ tận tâm nhất của hắn Sauron - đang bị Elf Galadriel tìm kiếm, để tưởng nhớ người anh trai Finrod của cô, người đã chết khi chiến đấu với Sauron. Galadriel tìm thấy 1 dấu ấn của Sauron trong một pháo đài bỏ hoang ở vùng đất hoang phía Bắc của Forodwaith. Những người bạn đồng hành của cô muốn quay trở lại thủ đô Lindon của Elven, nơi Vua tối cao Gil-galad tuyên bố cuộc chiến chống lại lực lượng của Morgoth sẽ kết thúc. Anh ta trao cho Galadriel và đồng đội của cô vinh dự được đi thuyền đến Valinor, nơi họ có thể sống một cuộc sống vĩnh hằng trong hòa bình. Ở Vùng đất phía Nam của Trung địa, tộc Elf đang trông chừng Những người đàn ông, họ là hậu duệ của những kẻ đã từng là đồng minh với Morgoth. Elf Arondir đã phát triển một mối quan hệ thân thiết với Bronwyn - người chữa bệnh cho con người, trước sự phản đối của những người dân làng Tirharad. Họ cùng nhau khám phá ra ngôi làng lân cận Hordern đã bị phá hủy, trong khi con trai của Bronwyn là Theo tìm thấy một thanh kiếm gãy mang dấu ấn của Sauron. Khi thuyền đến gần Valinor, Galadriel đã chọn quay lại và tiếp tục tìm kiếm Sauron, cô liền nhảy khỏi thuyền xuống biển Sundering. Cùng lúc đó, hai Harfoot là Nori Brandyfoot và Poppy Proudfellow phát hiện ra một người đàn ông lạ bên trong miệng hố thiên thạch.                                               |                        |                      |                                                               |                      |
| 2 | "Adrift"               | J. A. Bayona         | Gennifer Hutchison                                            | 1 tháng 9 năm 2022   |
| Bơi trở lại Trung Địa, Galadriel tình cờ gặp một chiếc bè với những người sống sót sau vụ đắm tàu. Họ bị tấn công bởi một con quái vật biển và chỉ có một người sống sót, Halbrand giải thích rằng anh ta đang chạy trốn khỏi lũ Orc ở vùng đất phía Nam. Anh ấy và Galadriel đã cùng nhau sống sót qua cơn bão. Nori và Poppy giữ bí mật về "người lạ mặt rơi từ trên trời xuống" với các Harfoot khác và cho anh ta thức ăn kèm nơi ở. Anh ta không nói ngôn ngữ của họ nhưng lại sử dụng đom đóm và phép thuật để chỉ ra rằng anh ta đang tìm kiếm một chòm sao - nơi Nori không biết. Arondir điều tra các đường hầm bên dưới Hordern và bị bắt. Bronwyn trở về ngôi làng Tirharad của mình, rồi bị một con Orc tấn công cô và Theo. Họ giết nó và sử dụng đầu của nó làm bằng chứng về sự nguy hiểm để thuyết phục những người còn lại trong thị trấn rời đi, bao gồm cả chủ quán rượu Waldreg. Gil-galad cử half-Elf Elrond đến hỗ trợ người thợ rèn Elf vĩ đại Celebrimbor, người đang lên kế hoạch xây dựng một lò rèn mới mạnh mẽ hơn. Elrond đề nghị họ tìm kiếm sự giúp đỡ từ Người lùn, và đến gặp người bạn của anh ấy là Hoàng tử Durin ở Khazad-dûm. Durin tức giận vì Elrond đã không đến thăm trong 20 năm, nhưng vợ của anh ta, Disa đã thuyết phục anh ta nghe lời thỉnh cầu của Elrond. |                        |                      |                                                               |                      |
| 3 | "Adar"                 | Wayne Che Yip        | Jason Cahill & Justin Doble                                   | 9 tháng 9 năm 2022   |
| Galadriel và Halbrand được cứu bởi một con tàu do Elendil làm thuyền trưởng, họ được đưa đến Númenor, một vương quốc trên đảo do con người cai quản. Mối quan hệ giữa Númenor và Elf ngày càng trở nên căng thẳng, và Nữ hoàng Nhiếp Chính Míriel từ chối yêu cầu của Galadriel về một con tàu trở lại Trung địa. Galadriel đến thăm Sảnh Tri Thức của Númenor cùng với Elendil và phát hiện ra rằng dấu vết của Sauron thực sự là bản đồ của Phía Nam, nơi một vương quốc mới thao túng các thế lực xấu xa cư ngụ. Cô ấy cũng biết rằng Halbrand, người bị cầm tù sau khi đánh nhau với một số cư dân Númenor, là vua của Phía Nam. Khi tộc Harfoot chuẩn bị cho cuộc di cư theo mùa của họ, "Người bí ẩn" đã bị bại lộ trong khi cố gắng đọc tấm bản đồ chòm sao nào đó. Anh ấy đến giúp họ di cư, đẩy xe giúp nhà Nori vì người cha bị thương ở chân. Arondir đã bị Orc bắt và đưa đến một nơi xây dựng, đào những lối đi dưới lòng đất để Orc có thể đi lại giữa ban ngày. Những Elf đồng hương của anh ta cũng đã bị bắt và họ bị giết trong khi cố gắng chạy trốn. Sau khi giết được con sói, Arondir được đưa đến gặp lãnh đạo của Orc tên là Adar, cái tên mà các Elf suy đoán là một trong những tên của Sauron. |                        |                      |                                                               |                      |
| 4 | "The Great Wave"       | Wayne Che Yip        | Stephany Folsom and J. D. Payne & Patrick McKay               | 16 tháng 9 năm 2022  |
| Míriel có một giấc mơ sống động về sự tàn phá của sóng thần ở Númenor. Phán quan Pharazôn đứng ra can giải sự bất hòa giữa người Númenór và Elf. Halbrand đưa lời khuyên cho Galadriel và rồi cô trốn ngục ngay trước mắt Pharazôn. Míriel cho Galadriel thấy viễn cảnh về sự hủy diệt của Númenor trong một quả cầu palantír. Galadriel thuyết phục Míriel tiến hành cuộc chiến chống lại lũ Orc ở Phía Nam và việc chuẩn bị chiến tranh bắt đầu. Isildur và bạn bè của anh bị đuổi khỏi Hải Binh nhưng sau đó họ đã đăng kí tham gia cuộc chiến. Adar dường như là một Elf, và hắn ta thả Arondir để đưa ra 1 thông điệp đầu hàng đến những người dân làng Tirharad đang trú ẩn trong tháp canh của tộc Elf ở Ostirith. Waldreg, chủ quán rượu ở Tirharad, tự giới thiệu mình với Theo là người hầu của Sauron, và lũ Orc đã phát hiện ra thanh gươm gãy mà chúng đang tìm kiếm hiện đang ở trong tháp canh của Ostirith. Người lùn đã tìm thấy mithril và giữ bí mật, nhưng Elrond đã phát hiện ra sự tồn tại của nó. Khai thác quặng này rất nguy hiểm nên một số người lùn đã chết trong quá trình đó. Vua Durin III đã cử Hoàng tử Durin đến Lindon để khám phá những gì Elf đang làm. |                        |                      |                                                               |                      |
| 5 | "Partings"             | Wayne Che Yip        | Justin Doble                                                  | 23 tháng 9 năm 2022  |
| Trong khi bảo vệ Nori khỏi một bầy sói, việc sử dụng phép thuật của "Người bí ẩn" đã khiến cánh tay của ông bị thương. Khi ông chữa trị nó bằng cách sử dụng băng, thì Nori vô tình kết nối với tâm trí của ông ấy, lớp băng nổ tung tạo ra làn sóng xung kích khiến cô ấy sợ hãi. Ở Númenor, Míriel quyết định hỗ trợ một cuộc thám hiểm đến Trung địa, và Galadriel đã thuyết phục Halbrand tham gia sau khi kể lại những trận chiến và tổn thất của cô trước Sauron. Trước khi họ có thể rời đi, Kemen định phá hủy các con tàu thám hiểm để giúp cha mình là Pharazôn lên nắm quyền, nhưng Isildur ngăn cản và giành được một suất trong đoàn thám hiểm (anh ta không vạch tội Kemen). Ở Lindon, Gil-galad tiết lộ cho Elrond biết về mithril và ý định sử dụng nó để kéo dài sự tồn vong của tộc Elf. Elrond thừa nhận với Durin về sự tồn vong này, và họ quay trở lại Khazad-dûm để cố gắng thuyết phục Vua Durin. Ở Phía Nam, một nửa dân làng, do Waldreg lãnh đạo, rời bỏ Ostirith để chấp nhận lời đề nghị đầu hàng của Adar và tham gia cùng hắn; Waldreg tin rằng Adar là Sauron. Trong Ostirith, Theo đưa thanh kiếm bị gãy cho Arondir, anh đã nhận ra nó là chìa khóa để biến Phía Nam thành vương quốc ác quỷ của Sauron. Những người dân làng còn lại trong tháp canh của Ostirith chuẩn bị cho trận chiến chống lại đội quân Orc đang đến gần.                                                                 |                        |                      |                                                               |                      |
| 6 | "Udûn"                 | Charlotte Brändström | Nicholas Adams & Justin Doble and J. D. Payne & Patrick McKay | 30 tháng 9 năm 2022  |
| Quân đội của Adar tìm thấy tháp canh bị bỏ hoang; Arondir phá hủy tòa tháp, chôn vùi đội quân Orc dưới đống đổ nát. Sau khi rút lui về Tirharad, Arondir giấu thanh kiếm gãy và bày tỏ tình yêu của mình với Bronwyn. Trận chiến tiếp theo ở làng Tirharad, họ đã chiến đấu tốt nhưng họ phát hiện ra rằng những con Orc mà họ đã giết chủ yếu đều là những người dân phản bội cải trang thành. Đội quân Orc chính sau đó mới tấn công, chúng giết chết nhiều người và làm Bronwyn bị thương nặng. Để cứu Bronwyn, Theo tiết lộ vị trí của thanh kiếm bị gãy cho Adar. Sau khi vượt biển, quân đội Númenor đến ngôi làng và đánh bại quân đội của Adar. Adar giao cho Waldreg một nhiệm vụ trước khi cố gắng trốn thoát nhưng bị Galadriel và Halbrand bắt giữ. Bị thẩm vấn, Adar tiết lộ nguồn gốc của mình là một trong những Moriondor hoặc Uruk, những Elf bị Morgoth tha hóa và tuyên bố đã giết Sauron. Khi Halbrand được ca ngợi là Vua của Phía Nam, Theo nhận ra thanh kiếm bị gãy mà họ thu hồi được từ Adar chỉ là mồi nhử. Waldreg có thanh kiếm thật và cắm nó vào một cơ quan để mở con đập gần đó. Nước tràn qua các đường hầm của Orc về phía Orodruin và chảy vào hồ magma, dẫn đến một vụ phun trào núi lửa và vụ nổ kèm khói bụi thổi đến ngôi làng. |                        |                      |                                                               |                      |
| 7 | "The Eye"              | Charlotte Brändström | Jason Cahill                                                  | 7 tháng 10 năm 2022  |
| Những dân làng sống sót chạy trốn khỏi làng Tirharad đang bốc cháy. Míriel bị mất thị lực và Isildur mất tích. Míriel hứa hẹn với Galadriel sẽ cùng người dân Númenór hỗ trợ nhiều hơn cho cuộc chiến. Galadriel hộ tống Halbrand bị thương đến Eregion để lấy thuốc của tộc Tiên. Ở một nơi khác, đoàn di cư của Nori phát hiện ra khu rừng đích đến của họ đã bị phá hủy bởi sự phun trào của Orodruin. "Người bí ẩn" cố gắng chữa trị một cái cây nhưng dường như thất bại và anh bỏ đi. Ngày hôm sau, toàn bộ khu rừng đã tươi tốt trở lại. Trong khi tộc Harfoot vui mừng, họ gặp phải ba người bí ẩn đang tìm kiếm "Người bí ẩn". Sau một nỗ lực thất bại của Nori để đánh lừa họ, ba người đó đã đốt cháy toàn bộ những ngôi nhà di động của tộc Harfoot. Nhận ra mối nguy hiểm, họ đi tìm "Người bí ẩn" để cảnh báo. Trong khi đó, ở Khazad-dûm, Elrond đề nghị một thỏa thuận để được khai thác mithril, nhưng Vua Durin III từ chối, ông nói rằng Thời đại của tộc Elf đã kết thúc. Khi Elrond rời đi, Hoàng tử Durin chứng kiến khả năng của Mithril, nó đã hồi phục sự lụi tàn của chiếc lá. Anh gọi Elrond trở lại và bắt đầu tự mình khai thác mithril. Ngay khi phát hiện ra một mạch mithril khá lớn, Vua Durin đến. Ông đã trục xuất Elrond, tước bỏ vương quyền của Hoàng tử Durin, và phong ấn mỏ mithril, nhưng ông đã vô tình đánh thức Balrog. Vùng đất Phía Nam bị phá hủy và được đổi tên thành "Mordor". |                        |                      |                                                               |                      |
| 8 | TBA                    | Wayne Che Yip        | Gennifer Hutchison and J. D. Payne & Patrick McKay            | 14 tháng 10 năm 2022 |
| Galadriel đưa Halbrand bị thương đến Eregion. Halbrand đưa cho Celebrimbor ý tưởng rèn mithril với các kim loại khác để tăng cường sức mạnh của nó. Galadriel trở nên nghi ngờ và kiểm tra dòng dõi hoàng gia của Vùng đất Phía Nam. Ở phía Đông, "Người bí ẩn" gặp 3 ả thần bí, những người gọi ông là "Chúa tể Sauron", người mà họ cam kết phục vụ. Nori và mấy người Harfoot đã đánh cắp cây gậy phép của ả thủ lĩnh với cái giá là mạng sống của Sadoc. "Người bí ẩn" sau đó sử dụng cây gậy phép để trục xuất cả 3 ả vào bóng tối. Họ nhận ra "Người bí ẩn" không phải Sauron, mà là một trong những Istari. Ở Eregion, Galadriel đối mặt với Halbrand khi cô phát hiện ra rằng anh ta không phải là vua của Vùng đất Phía Nam, sau đó anh thừa nhận mình chính là Sauron. Cô từ chối lời đề nghị trở thành nữ hoàng của anh và thống trị Trung địa. Sauron chế ngự Galadriel và chạy trốn đến Mordor. Galadriel, Elrond và Celebrimbor rèn ra Ba chiếc nhẫn. Elendil và Míriel quay trở lại Númenór thì thấy vua Tar-Palantir đã chết. Trở lại tộc Harfoot, "Người bí ẩn" và Nori quyết định rời tộc và đi về phía đông đến Rhûn. Khi không biết đi con đường nào, "Người bí ẩn" khuyên Nori rằng, hãy "đi theo cái mũi của mình". |                        |                      |                                                               |                      |